# Leiophron lonicerae
Leiophron lonicerae är en stekelart som först beskrevs av Loan 1974.  Leiophron lonicerae ingår i släktet Leiophron och familjen bracksteklar. Inga underarter finns listade i Catalogue of Life.